# Texas Instruments Computer 99/8
Texas Instruments Computer 99/8 (Computer 99/8) је кућни рачунар фирме Тексас Инструментс (Texas Instruments) који је почео да се производи у САД током 1983. године. Требало је да буде насљедник рачунара TI-99/4A али никад није ушао у ширу производњу због проблема са радио интерференцијом. Скупе преправке нису могле бити оправдане и рачунар је одбачен.
Користио је TI TMS 9995 микропроцесорску јединицу а РАМ меморија рачунара је имала капацитет од 64 kb (до 15Mb). 
Као оперативни систем кориштен је P-System.

## Детаљни подаци
Детаљнији подаци о рачунару Computer 99/8 су дати у табели испод.
|                       |                                                                                |
| [ 1 ]                 |                                                                                |
| Произвођач            | Тексас Инструментс                                                             |
| Тип                   | кућни рачунар                                                                  |
| Меморија              | 64 (до 15Mb)                                                                   |
| Поријекло             | Сједињене Америчке Државе                                                      |
| Година                | 1983                                                                           |
| Тастатура             | тастатура, 54 тастера                                                          |
| Процесор              | 9995                                                                           |
| Фреквенција процесора | 10,7                                                                           |
| RAM                   | 64 (до 15Mb)                                                                   |
| ROM                   | 220                                                                            |
| Текст                 | 32 x 24 (16 боја) / 40 x 24 (2 боје)                                           |
| Графика               | 64 x 48 (са 4x4 графичким симболима), 256 x 128 (16 боја), 256 x 192 (16 боја) |
| Боја                  | 16                                                                             |
| Звук                  | 3 канала & 5 октава, уграђени синтисајзер говора                               |
| Димензије             | 35 (ширина) x 47,5 (дубина) x 38,8 (висина) / 15,2                             |
| Портови               |                                                                                |
| Оперативни систем     |                                                                                |